# Lorenzo di Ilok
Lorenzo di Ilok, noto anche come Lovro Iločki in croato e Újlaki Lőrinc in ungherese (1459 – 1524), è stato un nobile e militare croato.
Fu voivoda di Ilok e di Bosnia, nonché bano di Macsó (1477 – 1492), di Belgrado (1511 – 1513), membro del Consiglio della Camera Reale (c. 1516) e giudice reale (1517 – 1524).

## Biografia
Nato tra il 6 agosto ed il 3 settembre 1459, Lorenzo era figlio di Nicola di Ilok, Bano di Croazia, voivoda di Transilvania e re titolare di Bosnia, e della sua seconda moglie, Dorothy Széchy di Gornja Lendava. Nacque probabilmente a Ilok, sede della famiglia, da una casata originaria della Dubica nella Bassa Slavonia.
Rimasto l'unico erede maschio di suo padre, ereditò tutti i possedimenti ed i castelli alla morte del genitore nel 1477. Riuscì a mantenere quindi la reputazione ed il potere della sua famiglia, ma dai due matrimoni che contrasse ebbe un solo figlio morto in tenera età. La sua prima moglie fu Caterina Pongrác di Dengeleg, figlia di Giovanni Pongrác, Voivoda di Transilvania, che morì attorno al 1510. Si risposò quindi con Magdalene Bakóci che gli sopravvisse e poi sposò Ladislao More di Csula.

### Orientamento politico
Menzionato nei primi documenti nel 1460, e poi nel testamento di suo padre nel 1471, Lorenzo di Ilok ereditò nel 1477 non solo le proprietà di Nicola di Ilok, ma anche una continuità di orientamenti politici. Ciò divenne ovvio dopo la morte di re Mattia Corvino nel 1490, dal momento che egli, come la maggioranza della nobiltà croata, supportò fortemente il figlio illegittimo di Mattia, Giovanni Corvino, quale nuovo sovrano. Dal momento che la nobiltà ungherese preferì alla fine eleggere Ladislao II Jagellone, piuttosto che accettarlo, si buttò su un terzo candidato al trono, Massimiliano I d'Austria, il quale aveva iniziato una guerra contro gli Jagelloni.
Da tempo si coltivavano relazioni tra gli Asburgo e gli Ilok dal momento che già Nicola era stato sostenitore di Federico III prima della nascita di Lorenzo, ed era divenuto persino padrino di battesimo del figlio di Federico, Massimiliano, nel 1459.
Nella guerra tra i pretendenti alla corona, che perdurò dal 1490 al 1491 e che si concluse con la firma della Pace di Pressburgo, Lorenzo rimase comunque schierato saldamente con gli Asburgo. Col finire delle ostilità, continuò a non riconoscere il trattato e lo Jagellone come nuovo sovrano. Quando l'esercito di Ladislao II lo attaccò nel 1494, venne costretto a ritirarsi perdendo quasi tutti i propri possedimenti. Dopo alcune esitazioni, cambiò schieramento e con l'aiuto di influenti consiglieri del re, tentò di chiedere udienza al sovrano a Pécs di modo da scusarsi e riconciliarsi con lui. Fu solo nel 1496 ad ogni modo che poté vedersi restituite le sue proprietà a condizione di venire confiscate dopo la sua morte se non avesse avuto eredi maschi.

### L'età matura e gli ultimi anni
Con la restituzione delle sue proprietà, tentò come suo padre prima di lui, di mantenerle rinnovandone le fortificazioni per il crescente e quotidiano pericolo ottomano. Le terre più esposte erano per lui quelle nel nord-est della Bosnia e nella parte meridionale del banato di Macsó.
Supportò la chiesa cattolica come suo paladino. Finanziò l'erezione di nuove chiese e rinnovò quelle antiche. Si focalizzò in particolar modo presso il papa per la canonizzazione di Giovanni da Capestrano, martire cattolico morto a Ilok e sepolto nella locale chiesa francescana, ma senza successo.
Dopo la riconciliazione col re, ricoprì diversi alti incarichi come ad esempio quello di bano di Belgrado (1511 – 1513), membro del Consiglio della Camera Reale (c. 1516) e giudice reale (1517 – 1524).
Lorenzo di Ilok morì tra il 23 maggio ed il 15 giugno 1524, e venne sepolto nella chiesa francescana di San Giovanni dA Capestrano a Ilok, accanto alla tomba della prima moglie Caterina e di suo padre Nicola. Anche se in parte danneggiata, la sua pietra tombale si trova ancora in loco.